# Liberty (Kansas)
Liberty – miasto w Stanach Zjednoczonych, w stanie Kansas, w hrabstwie Montgomery.